# Meylonema buchneri
Meylonema buchneri is een rondwormensoort. De wetenschappelijke naam van de soort is voor het eerst geldig gepubliceerd in 1953 door Meyl.